# Провінція Парагвай

Бургундський хрест

Губернаторство Парагвай (ісп: Gobernación del Paraguay), яке також називалося губернаторством Гуайра, було намісництвом Іспанської імперії та частиною Перу. Резиденцією було місто Асунсьйон; територія приблизно охоплювала сучасну країну Парагвай.
Губернаторство було створене 16 грудня 1617 р. королівським указом Філіпа III після розділення губернаторства Ріо-де-ла-Плата та Парагваю на відповідні половини. Губернаторство проіснувало до 1782 р., після чого Парагвай став інтентенцією (Intendeencia) Ріо-де-ла-Плата.